# Leucania niveilinea
Leucania niveilinea là một loài bướm đêm trong họ Noctuidae.